# Anna Breuer-Mosler
Anna Breuer-Mosler, wzgl. Bräuer, niekiedy Brejerówna (ur. 25 lipca 1911 w Roździeniu, zm. ?) – polska lekkoatletka specjalizująca się w biegach sprinterskich i w skokach w dal.

## Życiorys
Była córką Jana i Elżbiety Ewy Schnapki. Lekkoatletykę uprawiała od połowy lat 20. W latach 1925–1930 była zawodniczką klubu „Roździeń” Szopienice, a następnie od 1930 do 1931 Pogoni Katowice.
Zakwalifikowana w wieku 17 lat do reprezentacji Polski na Letnie Igrzyska Olimpijskie 1928 w Amsterdamie, gdzie została zgłoszona do biegu na 100 m, jednak na skutek niedyspozycji w zmaganiach olimpijskich nie wystąpiła. Karierę sportową zakończyła w 1933.
Była sześciokrotną mistrzynią Polski: bieg na 60 m (1932), bieg na 100 m (1929 i 1932), skok w dal (1928), sztafeta 4 x 100 m (1932), sztafeta 4 x 200 m (1928).
Dziewięciokrotnie ustanawiała rekordy Polski:
- bieg na 100 m (13,2 s – 11 listopada 1927; 13,0 s – 30 czerwca 1928)
- bieg na 200 m (27,4 s – 19 sierpnia 1928; 26,8 s – 9 września 1928)
- skok w dal (5,25 m – 19 sierpnia 1928)
- sztafeta 4 x 100 m klubowa (54,6 s – 11 sierpnia 1928)
- sztafeta 4 x 100 m reprezentacja (52,8 s – 10 czerwca 1928; 51,6 s – 9 września 1928; 50,2 s – 30 sierpnia 1930)